# Resolutie 681 Veiligheidsraad Verenigde Naties
Resolutie 681 van de Veiligheidsraad van de Verenigde Naties werd op 20 december 1990 unaniem aangenomen. De resolutie riep Israël opnieuw op om de Geneefse Conventie betreffende de bescherming van burgers in oorlogstijd te respecteren in de Arabische gebieden die het sinds 1967 bezet hield.

## Achtergrond
In 1967 vocht Israël de Zesdaagse Oorlog uit tegen Egypte, Syrië en Jordanië. Tijdens die oorlog bezette Israël grondgebied van de drie tegenstanders: de Golanhoogten in Syrië, de Westelijke Jordaanoever die in 1948 door Jordanië was geannexeerd en in 1947 door de VN werd beschouwd als grondgebied van een te vormen Arabische staat, Oost-Jeruzalem met onder meer de Oude Stad die eveneens door Jordanië was geannexeerd en door de VN bestempeld als internationaal gebied) en ten slotte de Gazastrook en het schiereiland Sinaï van Egypte. Vervolgens verschenen de Israëlische nederzettingen in de bezette gebieden, waaraan de Palestijnen steeds meer grondgebied verloren. Sindsdien werd alleen de Sinaï − na vredesoverleg met Egypte − in 1982 teruggegeven. De Joodse nederzettingen aldaar werden ontruimd.
In december 1990 besloot Israël vier Palestijnen uit de Gazastrook te deporteren. Het ging om leden van Hamas, dat een aanslag had gepleegd op een aluminiumfabriek in Jaffa. Het land wilde met de maatregel terroristen ontmoedigen. Volgens Israël was het uitzetten van individuen geen schending van de Vierde Geneefse Conventie. Die zou volgens hen enkel op massadeportaties slaan.

## Inhoud
De Veiligheidsraad:
- bevestigt de verplichtingen van de lidstaten onder het Handvest van de Verenigde Naties;
- bevestigt ook de in resolutie 242 vooropgestelde onaanvaardbaarheid van de verwerving van grondgebied door oorlog;
- ontving het rapport van secretaris-generaal Javier Pérez de Cuéllar over manieren om de veiligheid van Palestijnen onder Israëlische bezetting te verzekeren;
- bemerkt dat de secretaris-generaal hiervoor naar Israël wil afreizen en de uitnodiging van die laatste;
- is erg bezorgd om de verslechterende situatie in alle door Israël bezette Palestijnse gebieden, waaronder Jeruzalem, en het geweld en de stijgende spanningen in Israël;
- houdt rekening met de verklaring van 's Raads voorzitter over de methode en aanpak voor een duurzame vrede in het Arabisch-Israëlisch conflict;
- herinnert aan de resoluties 607, 608, 636 en 641, en is gealarmeerd door de Israëlische beslissing om vier Palestijnen te deporteren;

1. 2aardeert het rapport van de secretaris-generaal;
2. is erg bezorgd over de verwerping door Israël van de resoluties 672 en 673;
3. betreurt de beslissing om de deportatie van Palestijnen in de bezette gebieden te hervatten;
4. dringt er bij Israël op aan om te aanvaarden dat de Vierde Geneefse Conventie van toepassing is in de bezette gebieden;
5. roept de partijen van die Conventie op te zorgen dat Israël de Conventie naleeft;
6. vraagt de secretaris-generaal om verder te werken aan het idee van een vergadering tussen de partijen van de Conventie;
7. vraagt de secretaris-generaal ook om toe te zien op de situatie van de Palestijnen onder Israëlische bezetting;
8. vraagt de secretaris-generaal om verder te rapporteren in de eerste week van maart 1991 en daarna elke vier maanden, en besluit om op de hoogte te blijven.

Lijst ·  647 ·  648 ·  649 ·  650 ·  651 ·  652 ·  653 ·  654 ·  655 ·  656 ·  657 ·  658 ·  659 ·  660 ·  661 ·  662 ·  663 ·  664 ·  665 ·  666 ·  667 ·  668 ·  669 ·  670 ·  671 ·  672 ·  673 ·  674 ·  675 ·  676 ·  677 ·  678 ·  679 ·  680 ·  681 ·  682 ·  683